# Spigelia luciatlantica
Spigelia luciatlantica är en tvåhjärtbladig växtart som beskrevs av Francisco Javier Fernández Casas. Spigelia luciatlantica ingår i släktet Spigelia och familjen Loganiaceae. Inga underarter finns listade i Catalogue of Life.